# Lauri Ferreira
Lauri Ferreira da Costa (Brejo dos Santos, 9 de maio de 1947 — João Pessoa, 12 de junho de 2021) foi um médico e político brasileiro. Foi deputado estadual pela Paraíba entre 1991 e 1995 e prefeito de sua cidade natal por 6 mandatos.

## Carreira política
Filho de Lavaldino Luiz da Costa (primeiro prefeito de Brejo dos Santos), disputou sua primeira eleição em 1982, quando foi eleito prefeito da cidade pelo PMDB. Recebeu 1.895 votos, enquanto os outros 3 candidatos (Maria Vieira da Silva, Severino José de Souza e Antônio Américo da Paixão, todos do PDS) tiveram 1.122. Permaneceu no cargo até 1988.
Em 1990, foi eleito deputado estadual pelo PDT com 13.386 votos. Na eleição seguinte, aumentou sua votação (8.273), mas não conseguiu se reeleger.
Após deixar a Assembleia Legislativa, voltaria a disputar a prefeitura de Brejo dos Santos a partir de 1996, quando derrotou Ezenildo Alves (PMDB) e sendo reeleito em 2000 (agora filiado ao PFL) após vencer Dr. Júnior (também do PMDB) por apenas 449 votos. Em 2006, Lauri não concorreu a nenhum cargo eletivo.
Em 2008, foi eleito para o quarto mandato como prefeito de Brejo dos Santos, ao vencer Dedé de Livaci por apenas 692 votos (2.396 contra 1.704 do candidato do PT), sendo derrotado 4 anos depois por Luiz Vieira (PTdoB).
Em 2016, agora no PSDB, venceu novamente a eleição municipal, devolvendo a derrota sofrida em 2012. Foi reeleito para um sexto mandato em 2020, tendo recebido 2.801 votos do eleitorado municipal. No entanto, permaneceria apenas 5 meses no cargo.

## Morte
Lauri faleceu em João Pessoa, no dia 12 de junho de 2021, aos 74 anos. Ele estava internado em um hospital da capital paraibana e foi vítima de complicações da COVID-19. Sua vice, Lucilene de Dr. Luiz (também do PSDB), assumiu a prefeitura em seu lugar.